# Бассарабеску, Иоан
Иоан Алеку Бассарабеску при рождении В. Крэсеску (рум. Ioan Bassarabescu; 17 декабря 1870, Джурджу, Соединённые княжества Молдавии и Валахии — 29 марта 1952, Плоешти) — молдавско-румынский писатель

, политик, сенатор Румынии (1926—1927), член-корреспондент Румынской академии (1909). Лауреат премии Румынской академии (1908). Лауреат Национальной премии в области прозы (1930). Почётный гражданин города Джурджу.

## Биография
Окончил Бухарестский университет.
Его произведения, преимущественно в прозе, запомнились как выдающийся и заслуживающий внимания вклад в румынскую литературу, отражающий тоскливую жизнь провинциальных клерков начала XX века.
Сатирик, юморист. Автор рассказов из жизни скромных горожан: сборники «Новеллы» (1903), «Орлы» (1907), «Счастье» (1907), «Исполнившееся желание» (1918), «Дед Стан» (1923), «Господин Динкэ» (1928).
Юмор писателя перерастает в сатиру, когда он касается темы социальной несправедливости.

## Источник
- Бассарабеску, Иоан — статья из Большой советской энциклопедии.